# Dystomorphus esakii
Dystomorphus esakii är en skalbaggsart som beskrevs av Hayashi 1974. Dystomorphus esakii ingår i släktet Dystomorphus och familjen långhorningar.
Artens utbredningsområde är Taiwan. Inga underarter finns listade i Catalogue of Life.